# Campeonato Mundial de Atletismo de 2013 - 3000 m com obstáculos feminino
A prova dos 3000 metros com obstáculos feminino do Campeonato Mundial de Atletismo de 2013 foi disputada entre os dias 10 e 13 de agosto no Estádio Lujniki, em Moscou. 

## Recordes
Antes desta competição, os recordes mundiais e do campeonato nesta prova eram os seguintes:
| Tipo                  | Atleta                   | Tempo   | Local  | Data                 | Ref |
| --------------------- | ------------------------ | ------- | ------ | -------------------- | --- |
|                       | Gulnara Samitova-Galkina | 8:58.81 | Pequim | 17 de agosto de 2008 | ver |
| Recorde do campeonato | Yekaterina Volkova       | 9:06.57 | Osaka  | 27 de agosto de 2007 | ver |

## Medalhistas
| Ouro                       | Prata                 | Bronze             |
| Milcah Chemos Cheywa (KEN) | Lidya Chepkurui (KEN) | Sofia Assefa (ETH) |

## Cronograma
| Data         | Hora  | Evento   |
| ------------ | ----- | -------- |
| 10 de agosto | 17:20 | Baterias |
| 13 de agosto | 21:25 | Final    |

Todos os horários são horas locais (UTC +4)

## Resultados

### Baterias
Qualificação: Os 5 de cada bateria (Q) e os 5 mais rápidos (q) avançam para a final. 
| Classificação | Bateria | Nome                  | Nacionalidade  | Tempo    | Nota  |
| ------------- | ------- | --------------------- | -------------- | -------- | ----- |
| 1             | 2       | Etenesh Diro          | Etiópia        | 9:24.02  | Q     |
| 2             | 2       | Lidya Chepkurui       | Quênia         | 9:24.19  | Q     |
| 3             | 2       | Hiwot Alayew          | Etiópia        | 9:24.49  | Q     |
| 4             | 2       | Antje Möldner-Schmidt | Alemanha       | 9:29.27  | Q, SB |
| 5             | 2       | Silvia Danekova       | Bulgária       | 9:35.66  | Q, NR |
| 6             | 2       | Ancuța Bobocel        | Roménia        | 9:35.78  | q, SB |
| 7             | 2       | Eilish McColgan       | Grã-Bretanha   | 9:35.82  | q, PB |
| 8             | 1       | Milcah Chemos Cheywa  | Quênia         | 9:36.16  | Q     |
| 9             | 1       | Hyvin Kiyeng Jepkemoi | Quênia         | 9:36.19  | Q     |
| 10            | 1       | Sofia Assefa          | Etiópia        | 9:36.66  | Q     |
| 11            | 1       | Valentyna Zhudina     | Ucrânia        | 9:37.79  | Q     |
| 12            | 2       | Diana Martín          | Espanha        | 9:39.22  | q, SB |
| 13            | 1       | Salima El Ouali Alami | Marrocos       | 9:39.95  | Q     |
| 14            | 2       | Natalya Gorchakova    | Rússia         | 9:42.12  | q     |
| 15            | 1       | Gesa Felicitas Krause | Alemanha       | 9:42.19  | q     |
| 16            | 2       | Katarzyna Kowalska    | Polónia        | 9:44.12  |       |
| 17            | 1       | Amina Bettiche        | Argélia        | 9:45.50  |       |
| 18            | 1       | Sandra Eriksson       | Finlândia      | 9:45.57  |       |
| 19            | 2       | Ashley Higginson      | Estados Unidos | 9:45.78  | SB    |
| 20            | 1       | Shalaya Kipp          | Estados Unidos | 9:45.97  |       |
| 21            | 1       | Beverly Ramos         | Porto Rico     | 9:49.60  |       |
| 22            | 1       | Lyudmila Lebedeva     | Rússia         | 9:49.64  |       |
| 23            | 1       | Sudha Singh           | Índia          | 9:51.05  |       |
| 24            | 2       | Gladys Kipkemoi       | Quênia         | 9:54.22  |       |
| 25            | 2       | Nicole Bush           | Estados Unidos | 9:58.03  |       |
| 26            | 1       | Charlotta Fougberg    | Suécia         | 9:59.17  |       |
| 27            | 1       | Natalya Aristarkhova  | Rússia         | 10:10.26 |       |
| 28 !          | 2       | Bouaasayriya Kaltoum  | Marrocos       | DQ       |       |
| 28 !          | 2       | Fabienne Schlump      | Suíça          | DQ       |       |

### Final
A final foi iniciada às 20:25. 
| Classificação     | Nome                  | Nacionalidade | Tempo    | Nota |
| ----------------- | --------------------- | ------------- | -------- | ---- |
| Medalha de ouro   | Milcah Chemos Cheywa  | Quênia        | 9:11.65  | WL   |
| Medalha de prata  | Lidya Chepkurui       | Quênia        | 9:12.55  | PB   |
| Medalha de bronze | Sofia Assefa          | Etiópia       | 9:12.84  | SB   |
| 4                 | Hiwot Alayew          | Etiópia       | 9:15.25  | SB   |
| 5                 | Etenesh Diro          | Etiópia       | 9:16.97  | SB   |
| 6                 | Hyvin Kiyeng Jepkemoi | Quênia        | 9:22.05  | PB   |
| 7                 | Valentyna Zhudina     | Ucrânia       | 9:33.73  |      |
| 8                 | Antje Möldner-Schmidt | Alemanha      | 9:34.06  |      |
| 9                 | Gesa Felicitas Krause | Alemanha      | 9:37.11  | SB   |
| 10                | Eilish McColgan       | Grã-Bretanha  | 9:37.33  |      |
| 11                | Diana Martín          | Espanha       | 9:38.30  | SB   |
| 12                | Natalya Gorchakova    | Rússia        | 9:38.57  | SB   |
| 13                | Ancuța Bobocel        | Roménia       | 9:53.35  |      |
| 14                | Silvia Danekova       | Bulgária      | 9:58.57  |      |
| 15                | Salima El Ouali Alami | Marrocos      | 10:08.36 |      |

Legenda
| Recorde mundial       | Recorde mundial (World record)               |                       | Recorde africano                      | Recorde africano (African) |                                           | Q | Classificado por posição (Qualified) |
| Recorde do campeonato | Recorde do campeonato (Championship record)  | Recorde da América    | Recorde da América (Americas)         | q                          | Classificado por melhor tempo (Qualified) |   |                                      |
| Melhor marca do ano   | Melhor marca do ano (World leading)          | Recorde asiático      | Recorde asiático (Asian)              | DNS                        | Não largou (Did not start)                |   |                                      |
| Recorde nacional      | Recorde nacional (National record)           | Recorde europeu       | Recorde europeu (European)            | DNF                        | Não terminou (Did not finish)             |   |                                      |
| Recorde pessoal       | Recorde pessoal do atleta (Personal best)    | Recorde da Oceania    | Recorde da Oceania (Oceania)          | DSQ / DQ                   | Desclassificado (Disqualified)            |   |                                      |
| Recorde da temporada  | Recorde da temporada do atleta (Season best) | Recorde sul-americano | Recorde sul-americano (South America) | NM                         | Sem marca (No mark)                       |   |                                      |